# Ommatius achaetus
Ommatius achaetus là một loài ruồi trong họ Asilidae. Ommatius achaetus được Scarbrough miêu tả năm 1993. Loài này phân bố ở vùng Tân nhiệt đới.